# 贾科莫·马里
贾科莫·马里（義大利語：Giacomo Mari，1924年10月17日—1991年10月16日），意大利男子足球运动员。他曾代表意大利参加1950年和1954年国际足联世界杯。他也曾参加1948年夏季奥林匹克运动会。